# Laurent Mosar
Laurent Mosar (ur. 8 lutego 1958 w Luksemburgu) – luksemburski polityk i prawnik, wieloletni parlamentarzysta, od 2009 do 2013 przewodniczący Izby Deputowanych. Syn Nicolasa Mosara, polityka i członka Komisji Europejskiej.

## Życiorys
Z wykształcenia prawnik, ukończył studia na Université Panthéon-Sorbonne. W 1983 został adwokatem w luksemburskiej palestrze, rozpoczynając praktykę zawodową.
W 1979 wstąpił do Chrześcijańsko-Społecznej Partii Ludowej. W 1994 po raz pierwszy został członkiem Izby Deputowanych. W wyborach w 1999 na liście okręgowej w okręgu centralnym zajął pierwsze niemandatowe miejsce, mandat utrzymał po rezygnacjach złożonych przez osoby powołane w skład rządu. Dwa lata wcześniej wszedł w skład rady miejskiej luksemburskiej stolicy. Od 2000 do 2005 zasiadał we władzach wykonawczych miasta kierowanych przez liberała Paula Helmingera. W 2004, 2009, 2013 oraz 2018 uzyskiwał reelekcję do krajowego parlamentu. W 2009 został jego przewodniczącym, funkcję tę pełnił do 2013.
W wyborach w 2023 nie został ponownie wybrany do Izby Deputowanych; mandat poselski objął jednak na początku kadencji w listopadzie 2023 w miejsce jednego z członków nowo utworzonego rządu.